# I'm Alive (Céline Dion)
"I'm Alive" is een nummer van de Canadese zangeres Céline Dion. Het nummer werd uitgebracht op haar album A New Day Has Come uit 2002. Op 9 augustus van dat jaar werd het nummer uitgebracht als de tweede single van het album.

## Achtergrond
"I'm Alive" is geschreven door Kristian Lundin en Andreas Carlsson en geproduceerd door Lundin. Lundin en Carlsson schreven in 1999 al de hit "That's the Way It Is" voor Dion. Het is een midtempo nummer, waarin Dion zingt dat zij leeft, blij is als moeder, en "verliefd" is. Het nummer is te horen tijdens de aftiteling van de film Stuart Little 2. Een remix door Humberto Gatica staat op de soundtrack van deze film en wordt gezien als de officiële singleversie. In oktober 2008 werd een nieuwe remix door Laurent Wolf uitgebracht in Frankrijk, terwijl in januari 2009 een andere remix door Maurice Joshua in de Verenigde Staten uitkwam.
Dion vertelde terwijl zij aan het album A New Day Has Come werkte: "Ik kon niet wachten om terug naar de studio te gaan. En ik vond de nummers die mensen voor mij schreef geweldig. Die nummers liggen nauw aan mijn hart, omdat ik twee jaar pauze nam, schreven zij nummers die mijn emoties goed beschreven. Ik had dingen waar ik over kon praten. Ik had dingen waar ik over kon zingen. Het was een leuk avontuur, geen druk, relaxed, rustig, krachtig maar gecontroleerd. Ik had een geweldige tijd. En het was fijn om mijn vrienden weer te zien."
"I'm Alive" werd een hit in een groot aantal landen. Het werd een nummer 1-hit in Polen, Roemenië en Tsjechië en bereikte in onder meer Denemarken, Duitsland, Frankrijk, Griekenland, Kroatië, Oostenrijk, Portugal, Schotland, Zweden en Zwitserland de top 10. In Dions thuisland Canada kon het alleen als importsingle worden verkregen, en het kwam slechts tot plaats 21 in de hitlijsten. In het Verenigd Koninkrijk kwam de single tot de zeventiende plaats in de UK Singles Chart, terwijl in de Verenigde Staten de Billboard Hot 100 niet werd bereikt; het bleef steken op de elfde plaats in de "Bubbling Under"-lijst. In Nederland kwam het tot plaats 23 in de Top 40 en plaats 7 in de Mega Top 100, terwijl in Vlaanderen de tweede plaats in de Ultratop 50 werd gehaald.

## Hitnoteringen

### Nederlandse Top 40
| Hitnotering: 17-08-2002 t/m 26-10-2002 | Hitnotering: 17-08-2002 t/m 26-10-2002 | Hitnotering: 17-08-2002 t/m 26-10-2002 | Hitnotering: 17-08-2002 t/m 26-10-2002 | Hitnotering: 17-08-2002 t/m 26-10-2002 | Hitnotering: 17-08-2002 t/m 26-10-2002 | Hitnotering: 17-08-2002 t/m 26-10-2002 | Hitnotering: 17-08-2002 t/m 26-10-2002 | Hitnotering: 17-08-2002 t/m 26-10-2002 | Hitnotering: 17-08-2002 t/m 26-10-2002 | Hitnotering: 17-08-2002 t/m 26-10-2002 | Hitnotering: 17-08-2002 t/m 26-10-2002 | Hitnotering: 17-08-2002 t/m 26-10-2002 |
| Week                                   | 1                                      | 2                                      | 3                                      | 4                                      | 5                                      | 6                                      | 7                                      | 8                                      | 9                                      | 10                                     | 11                                     |                                        |
| -------------------------------------- | -------------------------------------- | -------------------------------------- | -------------------------------------- | -------------------------------------- | -------------------------------------- | -------------------------------------- | -------------------------------------- | -------------------------------------- | -------------------------------------- | -------------------------------------- | -------------------------------------- | -------------------------------------- |
| Nummer                                 | 38                                     | 35                                     | 29                                     | 29                                     | 29                                     | 25                                     | 32                                     | 31                                     | 26                                     | 25                                     | 23                                     | uit                                    |

### Mega Top 100
| Hitnotering: 17-08-2002 t/m 21-12-2002 | Hitnotering: 17-08-2002 t/m 21-12-2002 | Hitnotering: 17-08-2002 t/m 21-12-2002 | Hitnotering: 17-08-2002 t/m 21-12-2002 | Hitnotering: 17-08-2002 t/m 21-12-2002 | Hitnotering: 17-08-2002 t/m 21-12-2002 | Hitnotering: 17-08-2002 t/m 21-12-2002 | Hitnotering: 17-08-2002 t/m 21-12-2002 | Hitnotering: 17-08-2002 t/m 21-12-2002 | Hitnotering: 17-08-2002 t/m 21-12-2002 | Hitnotering: 17-08-2002 t/m 21-12-2002 | Hitnotering: 17-08-2002 t/m 21-12-2002 | Hitnotering: 17-08-2002 t/m 21-12-2002 | Hitnotering: 17-08-2002 t/m 21-12-2002 | Hitnotering: 17-08-2002 t/m 21-12-2002 | Hitnotering: 17-08-2002 t/m 21-12-2002 | Hitnotering: 17-08-2002 t/m 21-12-2002 | Hitnotering: 17-08-2002 t/m 21-12-2002 | Hitnotering: 17-08-2002 t/m 21-12-2002 | Hitnotering: 17-08-2002 t/m 21-12-2002 | Hitnotering: 17-08-2002 t/m 21-12-2002 |
| Week                                   | 1                                      | 2                                      | 3                                      | 4                                      | 5                                      | 6                                      | 7                                      | 8                                      | 9                                      | 10                                     | 11                                     | 12                                     | 13                                     | 14                                     | 15                                     | 16                                     | 17                                     | 18                                     | 19                                     |                                        |
| -------------------------------------- | -------------------------------------- | -------------------------------------- | -------------------------------------- | -------------------------------------- | -------------------------------------- | -------------------------------------- | -------------------------------------- | -------------------------------------- | -------------------------------------- | -------------------------------------- | -------------------------------------- | -------------------------------------- | -------------------------------------- | -------------------------------------- | -------------------------------------- | -------------------------------------- | -------------------------------------- | -------------------------------------- | -------------------------------------- | -------------------------------------- |
| Nummer                                 | 32                                     | 23                                     | 13                                     | 10                                     | 9                                      | 8                                      | 7                                      | 13                                     | 16                                     | 15                                     | 16                                     | 24                                     | 31                                     | 36                                     | 45                                     | 56                                     | 73                                     | 78                                     | 79                                     | uit                                    |

### NPO Radio 2 Top 2000
| Nummer met noteringen in de NPO Radio 2 Top 2000 | '05  | '06  | '07 | '08  | '09  | '10  | '11  | '12  |
| ------------------------------------------------ | ---- | ---- | --- | ---- | ---- | ---- | ---- | ---- |
| I'm Alive                                        | 1258 | 1156 | 897 | 1524 | 1438 | 1500 | 1529 | 1793 |

1. ↑  Een vetgedrukt getal geeft de hoogste notering aan.
2. ↑  2005 was het eerste jaar met een notering voor dit nummer.
3. ↑  Deze tabel is bijgewerkt tot en met de laatste editie (2024).